# Валинский, Михаил Яковлевич
Михаи́л Я́ковлевич Вали́нский (род. 15 июня 1951) — российский дипломат. Чрезвычайный и полномочный посол (2015).

## Биография
Окончил МГИМО МИД СССР (1979). На дипломатической работе с 1979 года.
- В 1997—2000 годах — советник-посланник Посольства России в Анголе.
- С августа 2006 по апрель 2008 года — главный советник Департамента Африки МИД России.
- С апреля по декабрь 2008 года — заместитель директора Департамента Африки МИД России.
- С 1 декабря 2008 по 9 марта 2016 года — чрезвычайный и полномочный посол Российской Федерации в Гвинее-Бисау[1][2].

## Награды
- Орден Мужества (4 апреля 1998) — за мужество и самоотверженность, проявленные при освобождении российских летчиков, захваченных в качестве заложников в Республике Конго[3].

## Дипломатический ранг
- Чрезвычайный и полномочный посланник 2 класса (21 мая 1999)[4]
- Чрезвычайный и полномочный посланник 1 класса (12 июня 2011)[5]
- Чрезвычайный и полномочный посол (29 мая 2015)[6]